# Грэннигейт
Грэннигейт (англ. Grannygate) — серия скандалов в регби и регбилиге, связанных с незаконным выступлением ряда игроков за национальные сборные. Один подобный скандал произошёл в Уэльсе в марте 2000 года и был связан с классическим регби-15, другой — в 2006 году в Новой Зеландии, связан с регбилиг.

## Скандал 2000 года
Согласно правилам Международного совета регби, игрок может выступать за сборную той страны, в которой родился он сам, его родители, бабушки или дедушки.  2000 году в Великобритании были обнародованы документы, согласно которым как минимум три регбиста выступали за свои сборные, солгав о наличии родственников:
- Шейн Ховарт, новозеландец; в 1994 году был заигран за  сборную Новой Зеландии и провёл 4 игры, с 1998 по 2000 годы провёл 19 игр за  сборную Уэльса на основании того, что его дед — из Уэльса.
- Бретт Синкинсон, новозеландец; за сборную Новой Зеландии не был заигран, но провёл за  сборную Уэльса 20 игр на основании того, что его дед якобы родом из Уэльса.
- Дейв Хилтон, англичанин, уроженец Бристоля; за  сборную Шотландии провёл 41 игру, утверждая, что его дед родился в Шотландии. После отбытия срока дисквалификации провёл один матч за Шотландию уже на законных основаниях после «натурализации»[1].

Ещё троих игроков из Уэльса пытались привлечь к ответственности за дачу заведомо ложной информации о месте рождения родственников, однако к тому моменту они уже прожили определённое время в Уэльсе и получили его спортивное гражданство. Ими были австралиец Джейсон Джонс-Хьюз, новозеландец Мэтт Карди и англичанин Питер Роджерс, выступавшие за клубы ЮАР и Уэльса. Четвёртый игрок, Колин Чарвис, ещё в 1996 году был заигран за Уэльс без законных оснований, но к тому моменту он уже получил валлийское спортивное гражданство (прожив 3 года), и против него не выдвинули никаких обвинений.

### Результат
После скандала Международный совет регби постановил, что играть можно только за сборную одной страны. Регбийная команда «Пасифик Айлендерс» была возмущена этим решением, как и новозеландская сборная. Так, новозеландец Стивен Бэчоп в 1991 году играл на чемпионате мира за Самоа, затем ушёл играть за Новую Зеландию, а вскоре снова вернулся в сборную Самоа. Аналогично его брат Грэм выступал за Новую Зеландию и позднее за Японию, что привело к неординарной ситуации: братья встретились друг против друга в матче группового этапа чемпионата мира 1999 года.
После этого решения за команду «Пасифик Айлендерс» сыграли Ситивени Сививату и Сионе Лауаки, но затем решили выступать за сборную Новой Зеландии, поскольку выступление за «Айлендерс» не требовало от игрока выступать за какую-то одну из островных сборных Океании. В 2010 году Регбийный союз Новой Зеландии предложил разрешить бывшим игрокам выступать за сборную той страны, где они родились, что позволило бы таким игрокам, как новозеландцу Джерри Коллинзу, играть за другие сборные (Самоа в его случае), однако Международный совет регби отверг такую инициативу.

## Скандал 2006 года
Новозеландский игрок в регбилиг Нэтан Файн играл на Кубке трёх наций по регбилиг в 2006 году за сборную Новой Зеландии, однако права на то он не имел. Файн выступал за команду австралийского штата Квинсленд Марунз в турнире штатов Австралии в 2001 году, однако искал юридическое основание для выступления за сборную Новой Зеландии во втором матче Кубка трёх наций 2006 года. На основании «правила дедушки» он провёл встречу Австралия — Новая Зеландия в Мельбурне (поражение Новой Зеландии) и встречу Новая Зеландия — Великобритания в Новой Зеландии (победа), ссылаясь на то, что его прабабушка была родом из Австралии. Однако газета The Daily Telegraph в Сиднее заявила, что наличие прабабушек и прадедушек не попадает под юридическое основание быть заигранным за сборную другой страны, и Файн был дисквалифицирован. Из-за этого с новозеландцев сняли два очка. Только в 2007 году Файн, который выступал за «Окленд Уорриорз», получил спортивное гражданство Новой Зеландии и право играть за сборную Новой Зеландии.
Из-за этого скандала между союзами регбилиг Австралии и Новой Зеландии разразился скандал. Председатель Новозеландского союза регбилиг Селвин Беннет подал в отставку, а через две недели в отставку подал тренер сборной Эндрю Чалмерс, прервав свой контракт, по которому ему ещё полагалось поработать год. Ещё один тренер Грэм Лоу потребовал полностью сменить руководство Новозеландского союза регбилиг. Беннет обвинил одного из руководителей Австралийского союза регбилиг Джеффа Карра и секретаря австралийцев Колина Лава в сговоре: те якобы знали правду о незаконном привлечении Файна в сборную Новой Зеландии, но не сказали ничего новозеландцам.